# Önnerudstorp
Önnerudstorp är en småort i Grava distrikt (Grava socken) i Karlstads kommun, Värmlands län.